# Cesare Del Cancia

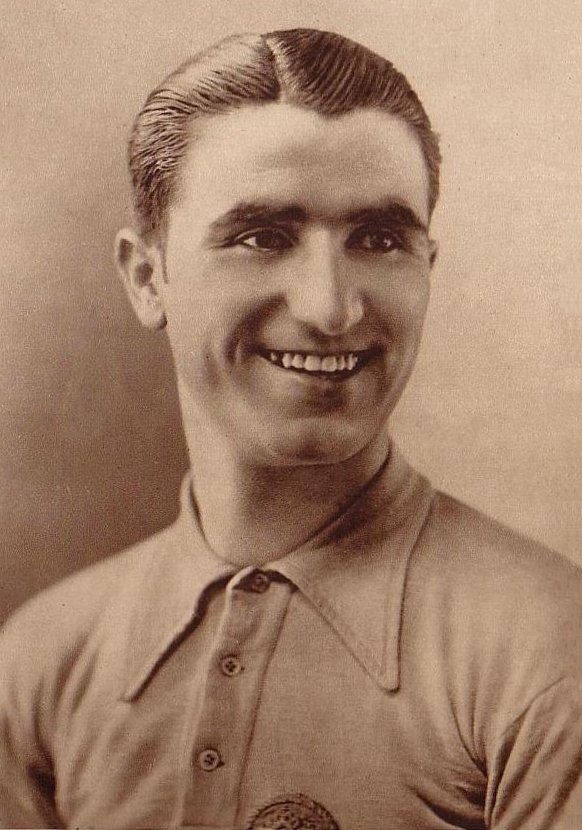
Cesare Del Cancia omstreeks 1937

Cesare Del Cancia (Buti, 6 mei 1915 - Pontedera, 25 april 2011) was een Italiaans wielrenner.

## Belangrijkste overwinningen
1936
- Milaan-Turijn
- Tre Valli Varesine

1937
- Milaan-San Remo
- Ronde van Emilië
- 11e etappe Deel B Ronde van Italië

1938
- Ronde van Lazio
- 13e etappe Ronde van Italië
- 17e etappe Ronde van Italië

## Resultaten in voornaamste wedstrijden
| Jaar | Ronde van Italië | Ronde van Frankrijk | Ronde van Spanje |
| ---- | ---------------- | ------------------- | ---------------- |
| 1936 | 13e              |                     |                  |
| 1937 | 5e (1)           |                     |                  |
| 1938 | 7e (2)           |                     |                  |
| 1939 | 8e               |                     |                  |
| 1940 | 18e              |                     |                  |
| 1941 |                  |                     |                  |
| 1946 | 27e              |                     |                  |

| Jaar | Milaan-San Remo | Ronde van Lombardije |
| ---- | --------------- | -------------------- |
| 1936 | 15e             | 25e                  |
| 1937 | ↑               | 9e                   |
| 1938 |                 | 12e                  |
| 1939 | 12e             |                      |
| 1940 |                 | 27e                  |
| 1941 | 16e             |                      |
| 1946 |                 |                      |

## Ploegen
- 1936 - Ganna
- 1937 - Ganna
- 1938 - Ganna
- 1939 - Ganna
- 1940 - MVSN
- 1941 - Viscontea
- 1946 - Welter